# Escut de València d'Àneu
L'Escut de València d'Àneu fou l'escut d'armes del desaparegut municipi de València d'Àneu, a la comarca del Pallars Sobirà.
Perdé vigència el 1970, quan foren agrupats els termes d'Isil, Son, Sorpe i València d'Àneu al municipi de nova creació d'Alt Àneu.
El 15 de juliol del 1992, després de 20 anys sense escut normalitzat segons la normativa vigent, el municipi adoptà l'Escut d'Alt Àneu.

## Descripció heràldica
Escut de gules, un castell, d'argent, amb portes i finestres de gules; i entre les torres, un estel d'or.